# Grisel Quiroga
Grisel Quiroga (La Paz, Bolivia; 29 de junio de 1981) es una periodista, locutora de radio, Actriz y presentadora de televisión Boliviana, Participó de la telenovela despéiname La vida como Ana María.

## Biografía
Quiroga nació el 29 de junio de 1981 en la ciudad de La Paz. Comenzó sus estudios escolares en 1987 en el  Instituto Americano, saliendo bachiller el año 1998 de la Unidad Educativa del Ejército  de La Paz.  

### Brasil
En 2000, se trasladó a vivir a Brasil para continuar con sus estudios profesionales, ingresando a la carrera de comunicación social. Se graduó como periodista  el año 2005. En Brasil practicó el Hipismo, destacándose en muchas competencias locales como internacionales.[cita requerida]

### Retorno a Bolivia
En 2006, decide retornar a Bolivia (Santa Cruz de la Sierra),  donde continuó con sus estudios profesionales de posgrado en la Universidad Privada de Santa Cruz de la Sierra (UPSA) realizando una maestría en marketing y diplomada en educación superior. Incursionó también al teatro de Chaplin Show.    
En 2009, Grisel empezó trabajando como locutora de radio en Radio Activa. Ingresó a la televisión boliviana, cuando la cadena televisiva UNITEL la invitó a participar del programa mañanero "La Batidora" junto a Daniel Pesce y Chichi Kim.

### Vida personal
Quiroga se  casó con el presentador  Ronico  Cuéllar con quien tuvo un hijo nacido el 3 de junio de 2011 a sus 30 años de edad, sólo convivieron por 4 meses y luego se separaron como pareja. Tiempo después la pareja se separó. 
En marzo de 2014 empezó aconducir en el mismo canal, el programa Calle 7 de Bolivia junto al excantante Alejandro Delius, en la primera temporada, en la segunda esta renunció al proyecto por motivos personales.
En febrero de 2015, Quiroga puso una denuncia contra su expareja Ronico Cuéllar acusándolo de maltrato físico y verbal, y el incumplimiento del pago económico de asistencia familiar a su hijo.